# Ejército de tierra

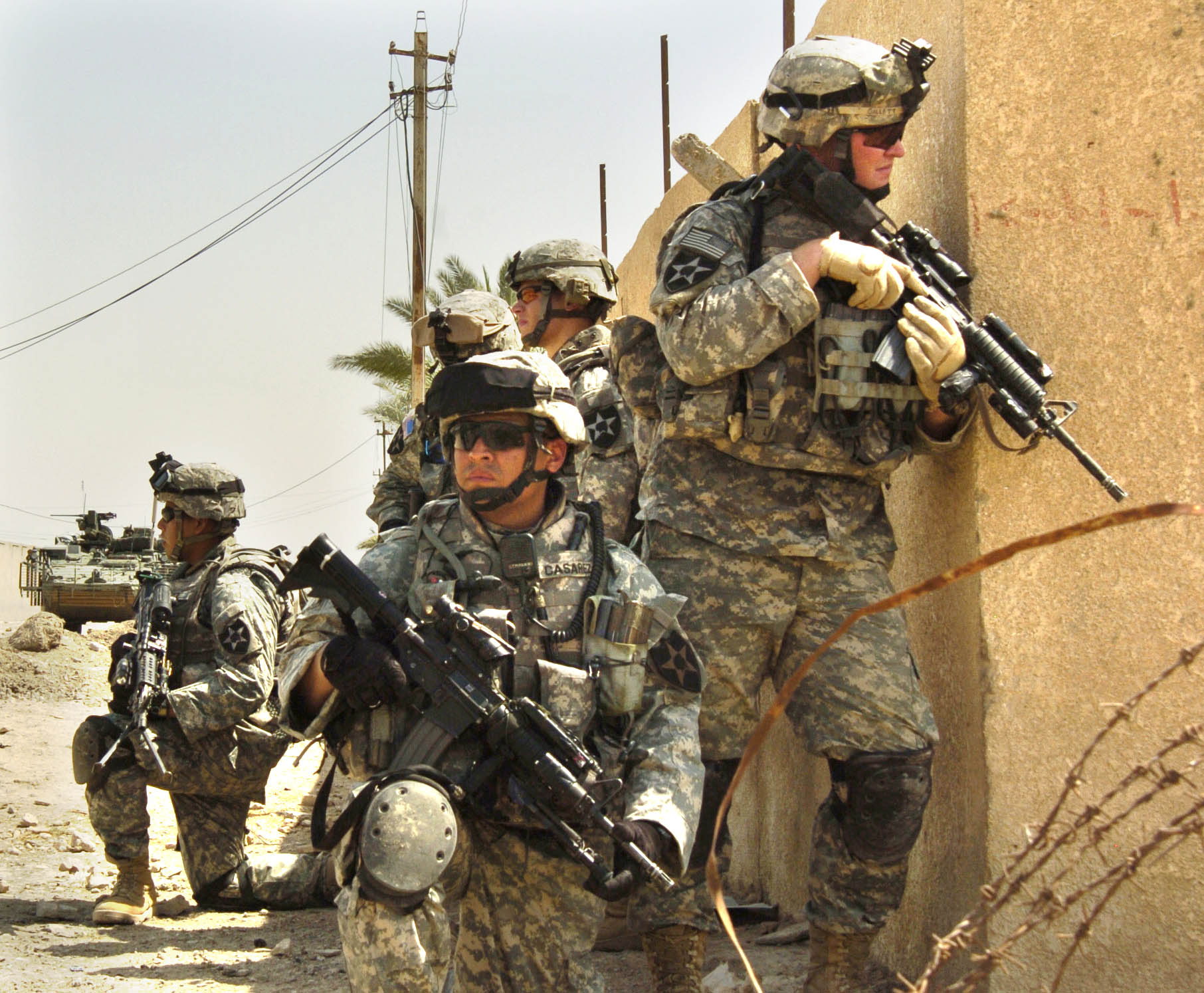
Soldados de infantería del Ejército de los Estados Unidos.

El ejército de tierra o simplemente ejército (en algunos países fuerzas terrestres) es el componente terrestre de las fuerzas armadas de un estado. Su función principal es la defensa directa del territorio del estado al que sirven, aunque en algunos casos también intervienen en el exterior del país.

## Estructura
El ejército se estructura en distintas ramas denominadas; armas si son combatientes (cada una de ellas se caracteriza por el tipo de arma usada y por la manera de combatir) y cuerpos si tienen carácter logístico,organizativo o de soporte.
Según los estados; las armas y los cuerpos pueden tener distintos nombres, pero siempre equivalentes a los siguientes:
- Infantería (ligera, acorazada, aerotransportada, de montaña, etc.)
- Caballería (ligera, acorazada, aérea, etc.)
- Artillería (ligera, de campaña, acorazada, antiaérea, de costa, etc.)

Aunque en la práctica cada uno de los ejércitos suele tener pequeños elementos de los otros. Algunos cuerpos, como la infantería de marina, combinan elementos de los tres ejércitos, mientras que otros, por razones estratégicas o de otro motivo, se encuentran fuera de cualquiera de las tres grandes ramas de las fuerzas armadas (Ejército de tierra, Armada y Fuerza aérea) y bajo control directo del ministro de defensa o del jefe del estado, como la defensa antiaérea de la antigua URSS o algunas guardias reales o presidenciales de diferentes estados.

## Historia

### India
Los ejércitos de la India estaban entre los primeros en el mundo. La primera batalla registrada, la Batalla de los Diez Reyes, ocurrió cuando un rey ario hindú llamado Sudas derrotó una alianza de diez reyes y sus jefes de apoyo. Durante la Edad de Hierro, los Imperios Maurya y Nanda tenían los ejércitos más grandes del mundo, siendo el pico aproximadamente más de 600.000 infantería, 30.000 caballería, 8.000 carros de guerra y 9.000 elefantes de guerra sin incluir aliados estatales tributarios. En la era de Gupta, grandes ejércitos de hombres largos fueron reclutados para luchar contra los ejércitos de arqueros de caballos invasores. Los elefantes, los piqueros y la caballería eran otras tropas destacadas. 
En tiempos de Rajput, la pieza principal del equipo era la armadura de hierro o cadena de correo, un escudo redondo, ya sea una hoja curva o una espada recta, un disco de chakra y unadaga katar.

### China

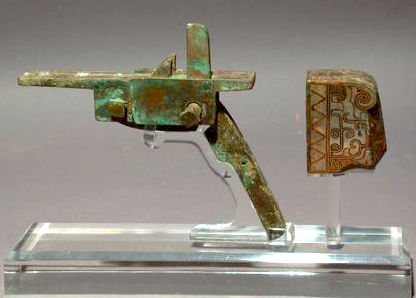
Un mecanismo de activación de ballesta de bronce y placa de glúteos que fueron producidos en masa en el período de los Estados Combatientes (475-221 a. C.)

Los estados de China levantaron ejércitos durante al menos 1000 años antes de los Anales de Primavera y Otoño[cita requerida]. En el período de los Reinos combatientes, la ballesta había sido lo suficientemente perfeccionada como para convertirse en un secreto militar, con pernos de bronce que podían perforar cualquier armadura. Así, el poder político de un estado descansaba en los ejércitos y su organización. China se sometió a la consolidación política de los estados de Han (韓), Wei (魏), Chu (楚), Yan (燕), Zhao (趙) y Qi (齊), hasta que en 221 a. C., Qin Shi Huang, (秦始皇帝) el primer emperador de la dinastía Qin, alcanzó el poder absoluto. Este primer emperador de China pudo encargar la creación de los Guerreros de terracota para proteger su tumba en la ciudad de Xi’an, así como un realineamiento de la Gran Muralla China para fortalecer su imperio contra las insurrecciones, la invasión y las incursiones. 
El arte de la guerra de Sun Tzu sigue siendo uno de los Siete clásicos militares de China, a pesar de que tiene dos mil años de antigüedad. Dado que ninguna figura política podría existir sin un ejército, se tomaron medidas para garantizar que solo los líderes más capaces pudieran controlar los ejércitos. Las burocracias civiles (Funcionarios letrados, 士大夫) surgieron para controlar el poder productivo de los estados y su poder militar.

### Esparta

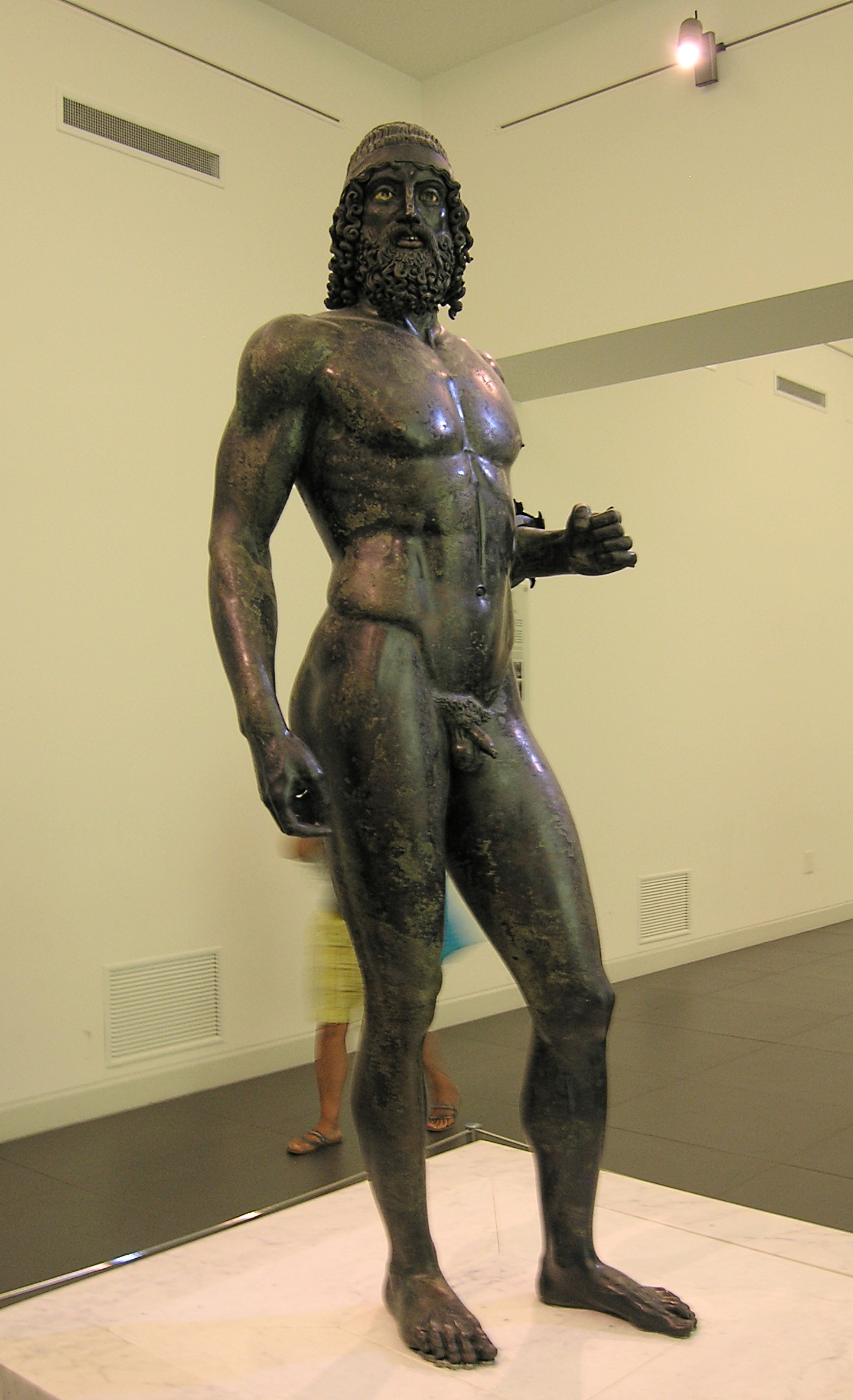
Un antiguo guerrero griego en bronce, Riace bronces, c.450 a. C.

El ejército espartano fue uno de los primeros ejércitos profesionales conocidos. Los niños fueron enviados a un cuartel a la edad de siete u ocho años para entrenar para convertirse en soldado. A la edad de treinta años, fueron liberados del cuartel y se les permitió casarse y tener una familia. Después de eso, los hombres dedicaron sus vidas a la guerra hasta su jubilación a la edad de 60 años. El ejército espartano estaba compuesto en gran parte de hoplitas, equipados con armas y armaduras casi idénticas entre sí. Cada hoplita llevaba el emblema espartano y un uniforme escarlata. Las piezas principales de esta armadura eran un escudo redondo, una lanza y un casco.

### Antigua Roma

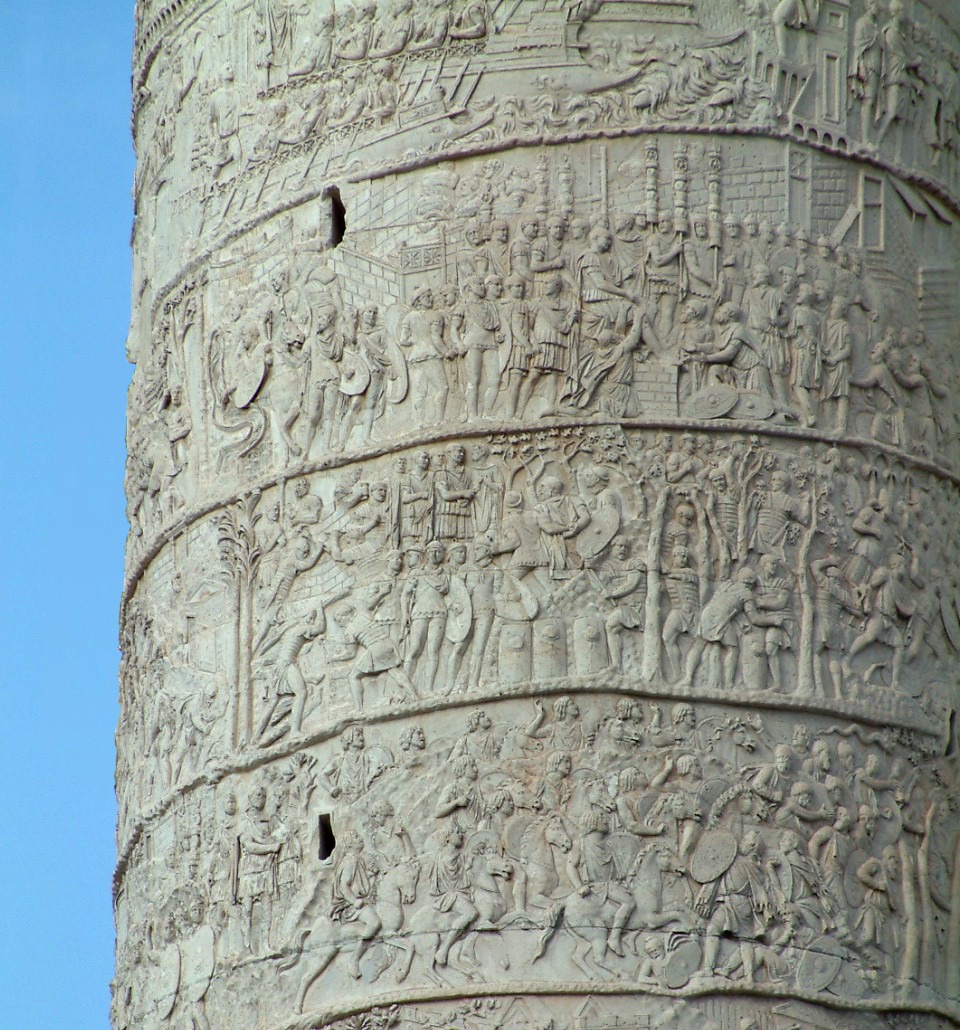
Una representación del de soldados romanos en la columna de Trajano

El ejército romano tuvo sus orígenes en el ejército ciudadano de la República, que era atendido por ciudadanos que cumplían el deber obligatorio para Roma. Las reformas convirtieron al ejército en una organización profesional que todavía estaba llena en gran parte por ciudadanos, pero estos ciudadanos servían continuamente durante 25 años antes de ser retirados.
Los romanos también fueron conocidos por hacer uso de tropas auxiliares, no romanos que servían con las legiones y los roles que los militares romanos tradicionales no podían llenar con eficacia, como tropas de escaramuzas ligeras y caballería pesada. Después de su servicio en el ejército se hacían ciudadanos de Roma y luego sus hijos eran ciudadanos también. También se les daba tierra y dinero para establecerse en Roma. En el Imperio Romano tardío, estas tropas auxiliares, junto con los mercenarios extranjeros, se convirtieron en el núcleo del ejército romano; además, en la época del Imperio Romano tardío, tribus  como los visigodos, se les pagaba para servir como mercenarios.

### Europa medieval
Los ejércitos de la Edad Media consistían en nobles caballeros, prestando servicio a su suzerain, y soldados de pie contratados
En la Edad Media más temprana era la obligación de cada aristócrata responder a la llamada a la batalla con su propio equipo, arqueros e infantería. Este sistema descentralizado era necesario debido al orden social de la época, pero podría conducir a fuerzas motley con entrenamiento variable, equipo y habilidades. Cuantos más recursos tengan acceso a los nobles, mejores serían sus tropas. 
Inicialmente, las palabras «caballero» y «noble» se usaron indistintamente, ya que generalmente no había una distinción entre ellas. Si bien la nobleza luchó a caballo, también fueron apoyados por ciudadanos de clase baja, y mercenarios y criminales, cuyo único propósito era participar en la guerra porque, la mayoría de las veces, tenían un empleo breve durante el compromiso de su señor. A medida que avanzaba la Edad Media y el feudalismo se desarrollaba en un sistema social y económico legítimo, los caballeros comenzaron a convertirse en su propia clase con una advertencia menor: todavía estaban en deuda con su señor. Ya no impulsada principalmente por la necesidad económica, la clase vasallo recién establecida fue, en cambio, impulsada por la lealtad y la caballería. 
A medida que los gobiernos centrales crecieron en el poder, también comenzó un retorno a los ejércitos ciudadanos del período clásico, ya que los gravámenes centrales del campesinado comenzaron a ser la herramienta central de reclutamiento. Inglaterra fue uno de los estados más centralizados en la Edad Media, y los ejércitos que lucharon en la Guerra de los Cien Años estaban, predominantemente, compuestos por profesionales pagados. 
En teoría, cada inglés tenía la obligación de servir durante cuarenta días. Cuarenta días no fue suficiente para una campaña, especialmente una en el continente. 
Así se introdujo el escuage, mediante el cual la mayoría de los ingleses pagaban para escapar de su servicio y este dinero se utilizó para crear un ejército permanente. Sin embargo, casi todos los ejércitos medievales altos en Europa estaban compuestos por una gran cantidad de tropas básicas pagadas, y había un gran mercado mercenario en Europa desde al menos principios del siglo XII. 
A medida que avanzaba la Edad Media en Italia, las ciudades italianas comenzaron a depender principalmente de mercenarios para hacer sus combates en lugar de las milicias que habían dominado el período medieval temprano y alto en esta región. Estos serían grupos de soldados de carrera a los que se les pagaría una tarifa fija. Los mercenarios tendían a ser soldados efectivos, especialmente en combinación con fuerzas permanentes, pero en Italia llegaron a dominar los ejércitos de las ciudades estados. Esto los hizo considerablemente menos confiables que un ejército permanente. La guerra mercenaria contra mercenaria en Italia también condujo a campañas relativamente sin sangre que dependían tanto de maniobras como de batallas. 
En 1439 la legislatura francesa, conocida como los Estados Generales (francés: États généraux), aprobó leyes que restringían el reclutamiento militar y el entrenamiento solo al rey. Había un nuevo impuesto que se elevaría conocido como el taille que debía proporcionar fondos para un nuevo ejército real. A las compañías mercenarias se les dio la opción de unirse al ejército real como compagnies d’ordonnance de forma permanente, o ser cazados y destruidos si se negaban. Francia ganó un ejército permanente de alrededor de 6.000 hombres, que fue enviado para eliminar gradualmente a los mercenarios restantes que insistían en operar por su cuenta. El nuevo ejército permanente tenía un enfoque más disciplinado y profesional de la guerra que sus predecesores. Las reformas de la década de 1440, finalmente llevaron a la victoria francesa en Castillon en 1453, y la conclusión de la Guerra de los Cien Años. Hacia 1450 las compañías se dividieron en el ejército de campo, conocido como la gran ordonnanza y la fuerza de la guarnición conocida como la petite ordonnance (pequeña ordenanza).

### Época moderna temprana

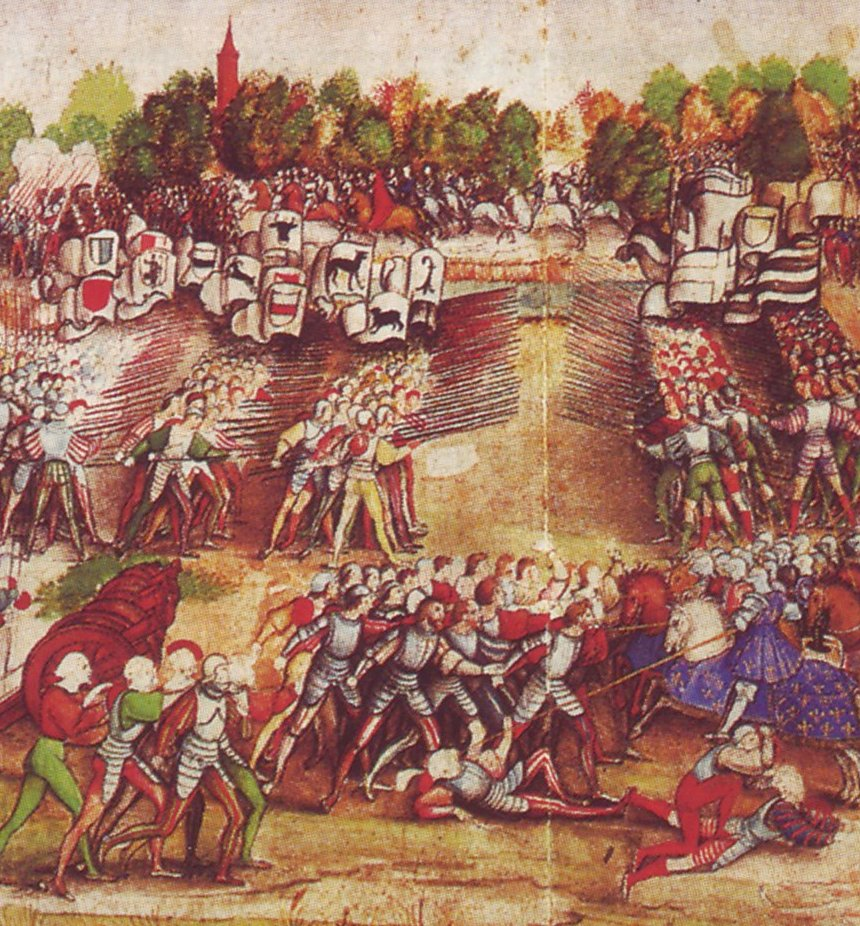
Mercenarios suizos y Landsknechts alemanes que luchan por la gloria, la fama y el dinero en la batalla de Marignan (1515). El grueso de los ejércitos del Renacimiento estaba compuesto por mercenarios.

Los primeros estados nación carecían de los fondos necesarios para mantener fuerzas permanentes, por lo que tendían a contratar mercenarios para servir en sus ejércitos durante la guerra. Tales mercenarios típicamente se formaban al final de los períodos de conflicto, cuando los hombres en brazos ya no eran necesarios por sus respectivos gobiernos. 
Por lo tanto, los soldados veteranos buscaban otras formas de empleo, a menudo convirtiéndose en mercenarios. Las Compañías Libres a menudo se especializaban en formas de combate que requieren períodos de entrenamiento más largos, no disponibles para la milicia movilizada. 
Hasta la década de 1650, la mayoría de las tropas eran mercenarios. Sin embargo, después del siglo XVII, la mayoría de los estados invirtieron en tropas permanentes mejor disciplinadas y más confiables desde el punto de vista político. Durante un tiempo se hicieron importantes los mercenarios como entrenadores y administradores, pero pronto estas tareas también fueron tomadas por el estado. El tamaño masivo de estos ejércitos requería una gran fuerza de apoyo de administradores. 
Los estados recientemente centralizados se vieron obligados a establecer vastas burocracias organizadas para administrar estos ejércitos, lo que algunos historiadores argumentan que es la base del estado burocrático moderno. La combinación de impuestos aumentados y una mayor centralización de las funciones del gobierno causaron una serie de revueltas en toda Europa, como la Fronda en Francia y la Guerra Civil inglesa. 
En muchos países, la resolución de este conflicto fue el surgimiento de la monarquía absoluta. Solo en Inglaterra y los Países Bajos el gobierno representativo. Desde finales del siglo XVII, los estados aprendieron cómo financiar guerras a través de préstamos de bajo interés a largo plazo de instituciones bancarias nacionales. El primer estado en dominar este proceso fue las Provincias Unidas de los Países Bajos. Esta transformación en los ejércitos de Europa tuvo un gran impacto social. La defensa del Estado ahora descansaba en los plebeyos, no en los aristócratas. 
Sin embargo, los aristócratas continuaron monopolizando el cuerpo de oficiales de casi todos los ejércitos modernos tempranos, incluyendo su alto mando. Además, las revueltas populares casi siempre fallaban a menos que tuvieran el apoyo y el patrocinio de las clases nobles o nobles. Los nuevos ejércitos, debido a sus enormes gastos, también dependían de los impuestos y de las clases comerciales que también comenzaron a exigir un mayor papel en la sociedad. Las grandes potencias comerciales de los holandeses e ingleses coincidieron con estados mucho más grandes en poder militar. 
Como cualquier hombre podría ser entrenado rápidamente en el uso de un mosquete, se hizo mucho más fácil formar ejércitos masivos. La falta de precisión de las armas requirió grandes grupos de soldados en masa. Esto llevó a una rápida aumento del tamaño de los ejércitos. Por primera vez, enormes masas de la población podrían entrar en combate, en lugar de solo los profesionales altamente calificados. 

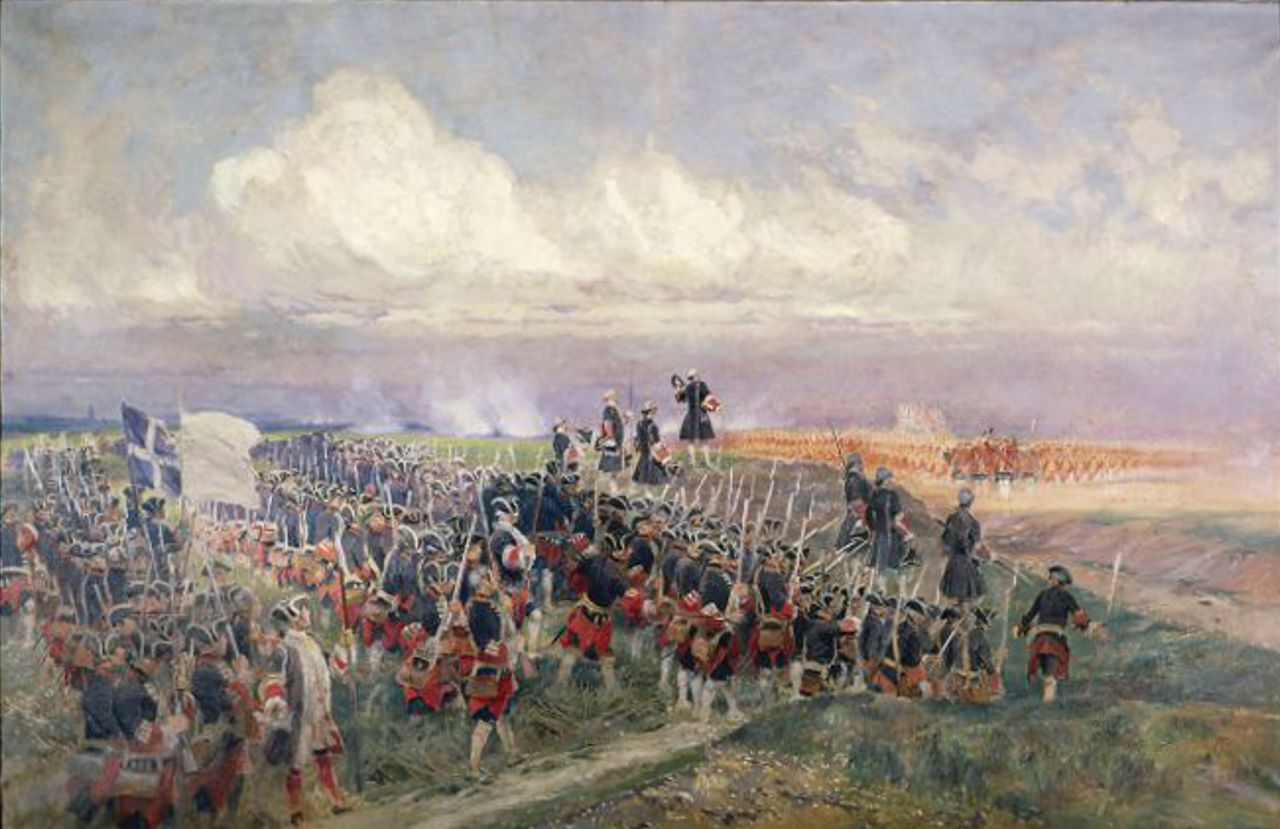
Coroneles de la Guardia Francesa y los guardias británicos discuten educadamente quién debería disparar primero en la Batalla de Fontenoy (1745).. Un ejemplo de «guerra de encaje».

Se ha argumentado que el reclutamiento de hombres de toda la nación a un cuerpo organizado ayudó a criar la unidad nacional y el patriotismo, y durante este período nació la noción moderna del estado nación. Sin embargo, esto solo se haría evidente después de las Guerras revolucionarias francesas. En este momento, la leva en masa y el reclutamiento obligatorio se convertirían en el paradigma definitorio de la guerra moderna. 
Antes de entonces, sin embargo, la mayoría de los ejércitos nacionales estaban compuestos de muchas nacionalidades. En España se reclutaron ejércitos de todos los territorios europeos españoles, incluyendo España, Italia, Valonia (Guardia Valona) y Alemania. Los franceses reclutaron algunos soldados de Alemania, Suiza, así como de Piamonte. Gran Bretaña reclutó tropas de Hessie y Hanover hasta finales del siglo XVIII. Católicos irlandeses hicieron carrera en los ejércitos de muchos estados católicos europeos. 
Antes de la Guerra Civil inglesa en Inglaterra, el monarca mantuvo un guardaespaldas personal (Yeomen of the Guard) y el Honorable Cuerpo de Caballeros de Armas (Honourable Corps of Gentlemen at Arms), o «caballeros pensionados», y fueron creadas algunas compañías reclutadas localmente  para proteger lugares importantes como Berwick-upon-Tweed o Portsmouth (o Calais antes de que fuera recuperada por Francia en 1558). 
Se creaban tropas para expediciones extranjeras sobre una base ad hoc. Nobles y soldados regulares profesionales fueron encargados por el monarca para abastecer a las tropas, elevando sus cuotas mediante contratos por deuda a partir de una variedad de fuentes. El 26 de enero de 1661 Carlos II de Inglaterra emitió la orden real que creó la génesis de lo que se convertiría en el ejército británico, aunque los ejércitos escoceses e ingleses permanecerían como dos organizaciones separadas hasta la unificación de Inglaterra y Escocia en 1707. La pequeña fuerza estaba representada solo por unos pocos regimientos. 
Después de la Guerra de Independencia de los Estados Unidos, el Ejército Continental se disolvió rápidamente como parte de la desconfianza de los estadounidenses en los ejércitos permanentes, y las milicias estatales irregulares se convirtieron en el único ejército terrestre de los Estados Unidos, con la excepción de una batería de artillería que custodiaba el arsenal de West Point. Entonces el Primer Regimiento Americano se estableció en 1784. Sin embargo, debido a un conflicto continuo con los nativos americanos, pronto se dio cuenta de que era necesario desplegar un ejército permanente entrenado. El primero de ellos, la Legión de los Estados Unidos, se estableció en 1791. 
Hasta 1733, los soldados comunes del Ejército de Prusia consistían en gran parte de campesinos reclutados de Brandeburgo—Prusia, lo que llevó a muchos a huir a los países vecinos. Para parar esta tendencia, Federico Guillermo I dividió Prusia en cantones regimentales. Todos los jóvenes debían servir como soldados en estos distritos de reclutamiento durante tres meses cada año; esto satisfacía las necesidades agrarias y agregaba tropas adicionales para reforzar las filas regulares. 

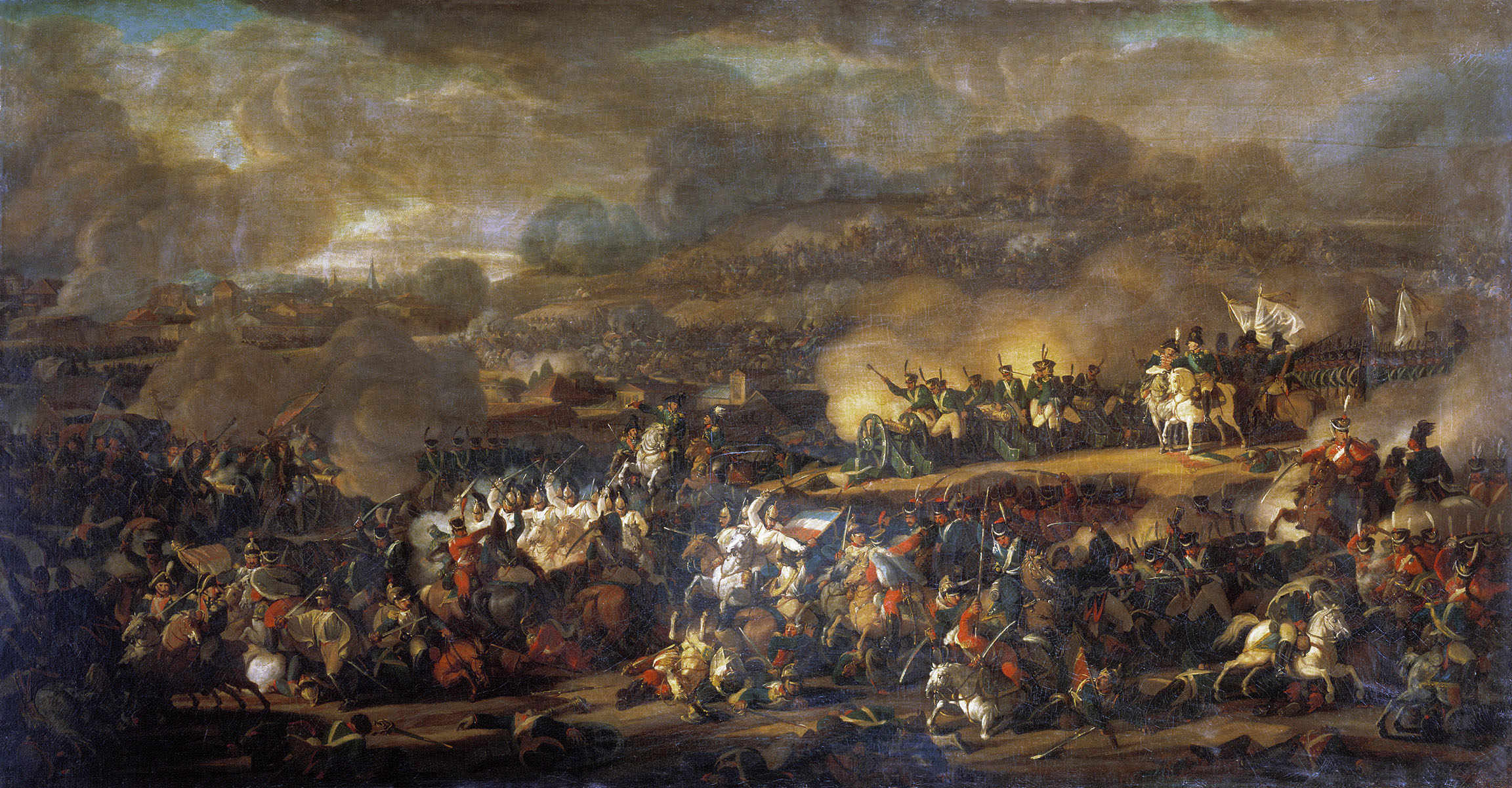
La guerra de las naciones (1813), marcó la transición entre ejércitos aristocráticos y ejércitos nacionales. Las masas sustituyen a los profesionales contratados y el odio nacional anula los conflictos dinásticos. Un ejemplo temprano de guerras totales.

Los zares rusos antes de Pedro I de Rusia mantuvieron cuerpos de mosqueteros hereditarios profesionales (Streltsí en ruso) que eran altamente poco fiables e indisciplinados. En tiempos de guerra las fuerzas armadas fueron aumentadas por campesinos. Pedro I introdujo un ejército regular moderno construido sobre el modelo alemán, pero con un nuevo aspecto: los oficiales no necesariamente eran de la nobleza, ya que los plebeyos talentosos recibían promociones que finalmente incluián un título noble al alcanzar el rango de oficial. La conscripción de campesinos y pobladores se basaba en el sistema de cuotas, por asentamiento. Inicialmente se basó en el número de hogares, más tarde se basó en el número de la población. El término de servicio en el siglo XVIII era de por vida. En 1793 se redujo a 25 años. En 1834 se redujo a 20 años más 5 años en reserva y en 1855 a 12 años más 3 años de reserva. 
El primer ejército permanente del Imperio otomano fueron los jenízaros. Reemplazaron a fuerzas que en su mayoría comprendían guerreros tribales (Ghazis) en cuya lealtad y moral no siempre se podía confiar. Las primeras unidades jenízaras se formaron a partir de prisioneros de guerra y esclavos, probablemente como resultado de que el sultán tomara su tradicional quinta parte del botín de su ejército en especie en lugar de dinero en efectivo. 
A partir de la década de 1380, sus filas se llenaron bajo el sistema devşirme, donde las cuotas feudales se pagaron por servicio al sultán. Los «reclutas» eran en su mayoría jóvenes cristianos, que recuerdan a los mamelucos. 
China organizó al pueblo manchú en el sistema de ocho banderas a principios del siglo XVII. Los ejércitos de la dinastía Ming que desertaron formaron el Ejército del estandarte verde. Estas tropas se alistaron voluntariamente y por largos períodos de servicio.

### Época moderna tardía
La conscripción permitió a la República Francesa formar la Grande Armée, lo que Napoleón Bonaparte llamó «la nación en armas», que luchó con éxito contra ejércitos profesionales europeos. 
La conscripción, particularmente cuando los reclutas están siendo enviados a guerras extranjeras que no afectan directamente la seguridad de la nación, ha sido históricamente muy polémica políticamente en las democracias. 
En las naciones desarrolladas, el creciente énfasis en la potencia de fuego tecnológica y las fuerzas de combate mejor restringidas hacen que el reclutamiento masivo sea poco probable en el futuro previsible. 
Rusia, así como muchas otras naciones, mantiene principalmente un ejército de reclutas. También hay un ejército de ciudadanos muy raro como el de Suiza. (Véase Fuerzas Armadas Suizas).